# Victoria Kreuzer
Pour les articles homonymes, voir Kreuzer.
Victoria Kreuzer, née le 2 janvier 1989, est une sportive suisse spécialisée en ski-alpinisme et en skyrunning. Elle excelle dans la discipline de la Vertical Race. Elle a notamment remporté le globe de cristal de la discipline en 2016 et 2019. Elle est triple championne suisse de Vertical Race et a terminé troisième aux championnats du monde de ski-alpinisme 2019. Elle est également spécialisée en kilomètre vertical. Elle a terminé deuxième du Vertical Kilometer World Circuit 2017.

## Biographie
Fille du fondeur Hansueli Kreuzer, elle baigne très tôt dans le sport et s'essaye à divers disciplines telles que le cyclisme, l'escalade, le ski et le ski de fond. Habitant Fiesch et s'entraînant à Zermatt, elle se met à la course en montagne et remporte la victoire en catégorie junior à la course du Cervin 2007. Elle termine quatrième chez les juniors au Trophée mondial de course en montagne 2008. Elle enchaîne alors les compétitions mais se blesse plusieurs fois en raison de surentraînement. Forcée de se reposer, elle décide d'écouter son corps et se met au ski-alpinisme en 2010.
Elle se spécialise en Vertical Race et décroche la médaille de bronze aux championnats du monde de ski-alpinisme 2015. Elle remporte son premier succès en coupe du monde lors de la Vertical Race aux Marécottes en 2016. Elle conclut la saison 2016 en remportant la Coupe du monde de la discipline.
Elle remporte ensuite trois titres de championne suisse de Vertical Race en 2017, 2018 et 2019, la médaille d'argent aux championnats d'Europe de ski-alpinisme 2018 et la médaille de bronze aux championnats du monde de ski-alpinisme 2019. Elle remporte à nouveau la Coupe du monde de ski-alpinisme 2019 en Vertical Race.
Parallèlement à son activité hivernale, elle se spécialise en kilomètre vertical durant l'été. Elle remporte les KM de Chando en 2014 en battant le record du parcours.
Elle termine deuxième du Vertical Kilometer World Circuit 2017. L'année suivante, elle remporte le Red Bull K3 et le DoloMyths Run Vertical Kilometer.
Le 7 octobre 2018, elle bat le record féminin du parcours de la course Claro-Pizzo, une verticale de 2 500 m, en 1 h 55 min 20 s.
En 2019, elle termine cinquième de Neirivue-Moléson, épreuve des championnats suisses de course en montagne. Elle décroche la médaille de bronze des championnats. Elle termine 22e des championnats d'Europe de course en montagne 2019 à Zermatt. Avec Maude Mathys et Simone Troxler, elle décroche la médaille de bronze par équipes.
Le 4 janvier 2020, elle remporte son quatrième titre national d'affilée en Vertical Race, à Veysonnaz.

## Palmarès en ski-alpinisme
- 2015
  -  de la Vertical aux championnats du monde

- 2016
  - 4e de la Vertical de Prato Nevoso
  - 4e de l'Individuel des Marécottes
  - 3e de la Vertical d'Andorre-la-Vieille
  - 1re de la Vertical des Marécottes
  -  en Vertical de la Coupe du monde de ski-alpinisme

- 2017
  - 3e de la Vertical de Kitzbühel
  - 1re de la Vertical de Madonna di Campiglio
  - 2e de la Vertical du Val d'Aran
  - 1re au Sellaronda Skimarathon
  -  de la Vertical aux championnats suisses

- 2018
  - 3e de la Vertical d'Ordino
  - 3e de l'Individuel de Villars-sur-Ollon
  - 4e en Vertical de la Coupe du monde de ski-alpinisme
  - 1re de l'Epic Ski Tour
  - 2e de la Patrouille des Glaciers avec Séverine Pont-Combe et Katia Tomatis
  -  de la Vertical aux championnats d'Europe
  -  de la Vertical aux championnats suisses
  -  de l'Individuel aux championnats suisses

- 2019
  - 1re de la Vertical d'Ordino
  - 1re de la Vertical de Disentis
  - 2e de la Vertical de Madonna di Campiglio
  -  en Vertical de la Coupe du monde
  -  de la Vertical aux championnats suisses
  -  de la Vertical aux championnats du monde

- 2020
  -  de la Vertical aux championnats suisses
  - 1re de la Vertical de La Massana
  - 1re de la Vertical de Berchtesgaden

- 2021
  -  sur la Vertical d'Adamello en Coupe du monde
  -  sur la Vertical de Veysonnaz aux Championnats de Suisse
  -  sur le relais d'Ordino-Arcalis aux Championnats du monde (avec Marianne Fatton et Alessandra Schmid)
  -  sur la Vertical d'Ordino-Arcalis aux Championnats du monde

- 2022
  -  de la Vertical aux championnats suisses

## Palmarès en athlétisme

### Course en montagne
| no  | féminin            | Course                    | Longueur | Départ            | Temps           |
| --- | ------------------ | ------------------------- | -------- | ----------------- | --------------- |
| 24e | Médaille de bronze | Rothorn Run               | 11,5 km  | 28 juin 2014      | 1 h 32 min 44 s |
| 23e | Médaille d'argent  | Glacier 3000 Run          | 26 km    | 9 août 2014       | 3 h 0 min 26 s  |
| 41e | Médaille d'or      | Drei Zinnen Alpine Run    | 17,5 km  | 13 septembre 2014 | 1 h 48 min 10 s |
| 77e | Médaille de bronze | Drei Zinnen Alpine Run    | 12 km    | 17 septembre 2016 | 1 h 23 min 54 s |
| 12e | Médaille d'or      | Semi-marathon de Zermatt  | 21,1 km  | 1er juillet 2017  | 2 h 00 min 13 s |
| 28e | Médaille d'argent  | Drei Zinnen Alpine Run    | 17,5 km  | 16 septembre 2017 | 1 h 48 min 21 s |
| 28e | Médaille d'argent  | Drei Zinnen Alpine Run    | 17,5 km  | 15 septembre 2018 | 1 h 48 min 21 s |
| 36e | Médaille de bronze | Drei Zinnen Alpine Run    | 17,5 km  | 14 septembre 2019 | 1 h 47 min 39 s |
| 12e | Médaille d'or      | Glacier 3000 Run          | 25 km    | 6 août 2022       | 2 h 46 min 12 s |
| 6e  | Médaille d'or      | Glacier 3000 Vertical Run | 6,6 km   | 9 août 2025       | 1 h 19 min 18 s |

### Skyrunning
| no  | féminin            | Course                                                   | Longueur | Départ            | Temps           |
| --- | ------------------ | -------------------------------------------------------- | -------- | ----------------- | --------------- |
| 10e | Médaille d'or      | Les KM de Chando                                         | 7,7 km   | 27 septembre 2014 | 1 h 26 min 46 s |
| 13e | Médaille d'or      | Claro-Pizzo                                              | 9,2 km   | 5 octobre 2014    | 2 h 3 min 8 s   |
| 51e | Médaille de bronze | Kilomètre vertical de Fully                              | 1,9 km   | 25 octobre 2014   | 36 min 39 s     |
| 17e | Médaille d'argent  | Les KM de Chando                                         | 7,7 km   | 24 septembre 2016 | 1 h 31 min 08 s |
| 32e | Médaille d'argent  | Trentapassi Vertical                                     | 3,5 km   | 7 mai 2017        | 50 min 26 s     |
| 33e | Médaille de bronze | Dolomites Vertical Kilometer                             | 2,4 km   | 22 juillet 2017   | 40 min 07 s     |
| 32e | Médaille d'argent  | Red Bull K3                                              | 9,7 km   | 29 juillet 2017   | 2 h 31 min 38 s |
| 16e | Médaille d'or      | Vertical Sommerlauf                                      | 5,5 km   | 20 août 2017      | 52 min 14 s     |
| 4e  | Médaille d'or      | Matterhorn Ultraks VZS                                   | 2,3 km   | 25 août 2017      | 23 min 45 s     |
| 11e | Médaille d'or      | Matterhorn Ultraks 16K                                   | 16 km    | 26 août 2017      | 1 h 55 min 23 s |
| 13e | Médaille d'argent  | Les KM de Chando                                         | 7,7 km   | 23 septembre 2017 | 1 h 23 min 20 s |
| 32e | Médaille d'argent  | Verticale du Grand Serre                                 | 1,8 km   | 1er octobre 2017  | 36 min 39 s     |
| 61e | Médaille d'argent  | Kilomètre vertical de Fully                              | 1,9 km   | 21 octobre 2017   | 37 min 37 s     |
| 21e | Médaille d'or      | DoloMyths Run Vertical Kilometer                         | 2,4 km   | 20 juillet 2018   | 38 min 46 s     |
| 12e | Médaille d'or      | Red Bull K3                                              | 9,7 km   | 28 juillet 2018   | 2 h 24 min 03 s |
| 4e  | Médaille d'or      | Matterhorn Ultraks Vertical                              | 2,3 km   | 24 août 2018      | 22 min 59 s     |
| 9e  | Médaille d'or      | Matterhorn Ultraks Active                                | 19 km    | 25 août 2018      | 47 min 48 s     |
| 11e | Médaille d'argent  | Les KM de Chando                                         | 7,7 km   | 22 septembre 2018 | 1 h 24 min 10 s |
| 14e | Médaille d'or      | Claro-Pizzo                                              | 9,2 km   | 7 octobre 2018    | 1 h 55 min 20 s |
| 51e | Médaille de bronze | Kilomètre vertical de Fully                              | 1,9 km   | 20 octobre 2018   | 37 min 54 s     |
| 14e | Médaille d'or      | DoloMyths Run Vertical Kilometer                         | 2,4 km   | 19 juillet 2019   | 39 min 12 s     |
| 14e | Médaille d'or      | BEI K3                                                   | 9,7 km   | 27 juillet 2019   | 2 h 27 min 55 s |
| 6e  | Médaille d'or      | Matterhorn Ultraks Vertical                              | 2,3 km   | 23 août 2019      | 23 min 11 s     |
| 4e  | Médaille d'or      | Matterhorn Ultraks Active                                | 19 km    | 24 août 2019      | 1 h 43 min 00 s |
| 43e | Médaille de bronze | Championnats d'Europe de skyrunning - Kilomètre vertical | 3,4 km   | 5 septembre 2019  | 45 min 48 s     |
| 10e | Médaille d'or      | Les KM de Chando                                         | 7,7 km   | 21 septembre 2019 | 1 h 24 min 44 s |
| 12e | Médaille d'or      | Claro-Pizzo                                              | 9,2 km   | 6 octobre 2019    | 1 h 57 min 2 s  |
| 38e | Médaille d'argent  | Kilomètre vertical de Fully                              | 1,9 km   | 19 octobre 2019   | 37 min 17 s     |
| 4e  | Médaille d'or      | Matterhorn Ultraks Vertical                              | 2,3 km   | 21 août 2020      | 22 min 42 s     |
| 11e | Médaille d'or      | Matterhorn Ultraks Active                                | 19 km    | 23 août 2020      | 1 h 40 min 35 s |
| 13e | Médaille d'or      | DoloMyths Run Vertical Kilometer                         | 2,4 km   | 20 septembre 2020 | 39 min 24 s     |
| 10e | Médaille d'or      | Matterhorn Ultraks Vertical                              | 2,3 km   | 20 août 2021      | 23 min 14 s     |
| 12e | Médaille d'argent  | Santana Vertical Kilometer                               | 4,8 km   | 8 octobre 2021    | 48 min 24 s     |
| 18e | Médaille d'argent  | DoloMyths Run Vertical Kilometer                         | 2,4 km   | 15 juillet 2022   | 42 min 20 s     |
| 15e | Médaille d'or      | Matterhorn Ultraks Vertinight                            | 6,3 km   | 19 août 2022      | 53 min 39 s     |
| 7e  | Médaille d'or      | Glacier 3000 Vertical KM                                 | 3,8 km   | 5 août 2023       | 46 min 26 s     |
| 22e | Médaille d'or      | Matterhorn Ultraks Vertinight                            | 2,3 km   | 25 août 2023      | 39 min 31 s     |
| 9e  | Médaille d'or      | Les KM de Chando                                         | 7,7 km   | 21 septembre 2024 | 1 h 21 min 41 s |
| 11e | Médaille d'argent  | Claro-Pizzo                                              | 7,4 km   | 6 octobre 2024    | 1 h 36 min 27 s |
| 83e | Médaille de bronze | Kilomètre vertical de Fully                              | 1,92 km  | 19 octobre 2024   | 39 min 45 s     |
| 8e  | Médaille d'or      | AMA VK2                                                  | 9 km     | 15 juin 2025      | 1 h 57 min 0 s  |